# La Velilla de Valdoré
La Velilla de Valdoré es una localidad española perteneciente al municipio de Crémenes, en la provincia de León, comunidad autónoma de Castilla y León.

## Geografía

### Ubicación
| Noroeste: Vozmediano | Norte: Corniero          | Noreste: Villayandre |
| Oeste: Vozmediano    |                          | Este: Valdoré        |
| Suroeste Felechas    | Sur: Sahelices de Sabero | Sureste: Valdoré     |

## Demografía
Evolución de la población
| Gráfica de evolución demográfica de La Velilla de Valdoré entre 2000 y 2017 |
|                                                                             |
| Población de derecho (2000-2017) según el padrón municipal del INE          |